# Thermen van Helena
De Thermen van Helena (Latijn: Thermae Helenianae) was een thermencomplex in het oude Rome.
De thermen stonden bij het Sessorium, de keizerlijke residentie op de Caelius. Aan het begin van de 4e eeuw n.Chr. woonde hier Helena, de moeder van keizer Constantijn de Grote. In 323-326 liet zij de door brand verwoestte thermen die oorspronkelijk op deze plaats stonden restaureren of volledig herbouwen. Het complex kreeg vervolgens haar naam.
In de 16e eeuw stonden nog grote delen van de thermen overeind, toen ze werden opgetekend door Andrea Palladio en Antonio da Sangallo. Het was een L-vormig complex waarop het hoofdgebouw (met de koude en warme baden) en enkele bijgebouwen stonden. Tegenwoordig resteert alleen nog de ruïne van het waterreservoir van de thermen. Dit bestond uit twee rijen van zes ruimten waarin het water werd opgeslagen. De thermen werden gevoed door de Aqua Alexandriana.
Gezien de grootte van het complex is het niet waarschijnlijk dat deze thermen exclusief door de bewoners van het paleis werden gebruikt.

## Referentie
- L. Richardson, jr, A New Topographical Dictionary of Ancient Rome, Baltimore - London 1992. pp.393. ISBN 0801843006
- F. Coarelli, Rome and environs - an archeological guide, Berkeley 2007. pp.209 ISBN 9780520079618